# Myrrha (opera)
Myrrha (v italském originále Mirra) je opera českoitalského skladatele Ladislava Zavrtala na italské libreto Stefana Interdonata (1845–1896). Byla napsána v letech 1882–83 a poprvé byla provedena v Praze roku 1886.

## Vznik a historie díla
Ladislav Zavrtal, syn českého skladatele a italské zpěvačky žijící především v Itálii a ve Velké Británii, psal opery na italské texty a v italském hudebním stylu. Zatímco jeho komické opery byly provedeny v 70. letech 19. století v italských divadlech, obě jeho vážné opery, totiž Noc ve Florencii a Myrrha, byly uvedeny pouze v českém divadle v Praze. K oběma napsal libreto italský libretista Stefano Interdonato (1845–1896) a do češtiny je přeložil Emanuel František Züngel. Předlohou libreta opery je Byronovo drama Sardanapalus z roku 1821, jenž převzal námět z historie asyrského krále Aššurbanipala, jak ji popsal řecký autor Diodóros Sicilský (Diodórův příběh má málo společného s historickým Aššurbanipalem).
Opera Myrrha byla uvedena pouze v Čechách, a to v Národním divadle v Praze. Premiéru měla 7. listopadu 1886. Hlavní mužskou úlohu přitom zpíval hostující italský tenor Carlo Raverta.
Kritika, která byla již k Noci ve Florencii rezervovaná, nepřivítala ani Zavrtalovu novou operu s nadšením. Libreto shledala jako plné efektů a ke zhudebnění vděčné, ale postrádající postavy, které by si mohly získat sympatie obecenstva, a navíc využívající fádní prostředí a situace známé z řady soudobých oper, zejména pak z Verdiho Aidy („monotonie a nechutnost libret poslední dobou vzbuzuje již odpor“). Především ve verdiovském stylu se nesla i hudba, i když zejména v ansámblech a sborech druhé poloviny byl znát vliv opery francouzské (Meyerbeer, Gounod, Bizet). Celkem však byl Zavrtal označen za eklektika bez samostatnosti; o poměru k Verdimu například kritika napsala: „I Zavrtala stihnul tu osud všech napodobitelů, kteří zpravidla povšimnou si jen zevnějších stránek svých vzorů — někdy i špatných — avšak k dostihnutí žádaného účinku ani velikostí talentu ani hloubkou studia nedostačují.“ Zdeněk Nejedlý ji ve svých Dějinách opery Národního divadla příkře odsoudil: „Zcela banální italská opera na italský text, bez kouska nápadu i ve starém, operním smyslu, dokonalé nic, ano méně než nic.“
Klavírní výtah opery byl vydán v Miláně roku 1882, české libreto opery vydalo Družstvo Národního divadla v Praze roku 1886. Autograf opery je uložen v knihovně Glasgowské univerzity.

## Osoby a první obsazení
| osoba | hlasový obor | premiéra (7. 11. 1886) |
| --- | ------------ | ---------------------- |
| Sardanapal, král asyrský                                                                                             | tenor        | Carlo Raverta          |
| Zarina, jeho choť | soprán       | Marie Panznerová       |
| Myrrha, jonická otrokyně                                                                                             | soprán       | Marie Sittová          |
| Sfero, králův ministr                                                                                                | baryton      | Bohumil Benoni         |
| Arbaces, vůdce vojsk médských                                                                                        | baryton      | Leopold Stropnický     |
| Belesys, kněz a věštec chaldejský                                                                                    | bas          | František Hynek        |
| Vojínové, spiklenci, stráže, otroci, ženy z harému královského, otrokyně, tanečnice, kněží, lid, satrapové.          |              |                        |
| Dirigent: Mořic Stanislav Anger, režisér: František Karel Kolár, choreografie: Augustin Berger, scéna: Robert Holzer |              |                        |

## Děj opery
Odehrává se v Ninive.

### 1. dějství
(Chrám Baalův, noc) Zatímco v Ninive vrcholí slavnosti – orgie krále Sardanapala (sbor Sláva tobě! Zdráv buď, synu Baalův!), v chrámu se scházejí spiklenci nespokojení s jeho vládou, aby vyslechli věštbu boha Baala. Jejich hlavou je kněz Belesys, jenž na stranu králových odpůrců získává i vojevůdce Arbacese. Ten je sice ve vladařově přízni a brzy se má stát vrchním velitelem asyrských vojsk, žárlí však na Sardanapala kvůli lásce otrokyně Myrrhy. Mezi spiklenci se překvapivě objeví i královna Zarina, jež vytýká svému manželovi poskvrnění asyrského trůnu orgiemi, hlavně však ponižující a cizoložnou lásku k Myrrze (zpěv Jáť dřív jej měla v lásce). Nastává vzývání Baala. Orákulum vynáší věštbu: než uplyne měsíc, protrhnou se hráze Eufratu a vládce propadne zkáze. Novým králem se má stát Arbaces (scéna Povznášej k Baalovu se trůnu… Ó nebe září!).
(Finále:) V té chvíli kolem chrámu proplouvá Sardanapalova loď, ženy z jeho harému zpívají (barkarola Za poklidných stínů). Zarina a spiklenci jsou pohoršeni jeho hýřením a bezbožností (sbor Hle, to jest král Asyrie). Zaznívá milostný zpěv Sardanapala a Myrrhy (duet Ó lásko ty božská). Arbaces a Zarina (árie Jak srdce mé žádá) ze žárlivosti pomst, Belesys a spiklenci skládají bojovou přísahu (sbor Bůh zjevil vůli svoji), nevědí však, že je přitom sledoval králův věrný ministr Sfero.

### 2. dějství
(Zahrady královského paláce v Ninive) I Sfero si zoufá nad tím, jak král tráví svůj čas v divokých radovánkách, přesto mu zůstává oddán (árie Krutě uráží on národ svůj!). Své názory tlumočí i samotnému Sardanapalovi, varuje ho, že se proti němu chystá vzpoura, a vyzývá jej, aby řádně plnil své vladařské a vojevůdcovské povinnosti. Ale Sardanapal vidí svou slávu ne v dobývání cizích zemí, ale v mírumilovné vládě s v nádherných chrámech a palácích, které staví (scéna a duet Stánek náš blíž Eufratu… Na hranicích se hotují… Mou to slávou, že neprolévána). Jak říká král Myrrze, nestará se o vládu a nehodlá bránit svůj trůn, záleží mu jen na její lásce. I Myrrha, ač truchlí po své vlasti i ztracené svobodě, je zamilována do něj; vyzývá jej však, aby i pro její lásku byl dnes skutečným vladařem (scéna Věrný to sluha, zpěv Myrrhy K výšinám vlasti vzdálené a duet Chvěj se trůn i říše… Silným buď i vznešeným).
(Proměna – Širé náměstí v Ninive) Lidé se shromažďují na náměstí k mimořádnému sněmu svolanému králem (sbor Rozkaz vládce nás svrchovaného). Sardanapal přijímá hold Belesyse a jmenuje Arbacese velitelem vojsk. Když Sfero vystupuje a odhaluje spiklence, Sardanapal jeho obviněním uvěří, ale viníkům odpouští. Ti jsou královou milostí překvapeni, své zášti se však nevzdávají. Sfero a Myrrha předpovídají, že zrada vypukne nanovo, a obávají se zkázy. Sardanapal ale odmítá jakékoli násilí páchané v jeho jménu (finále Sardanapale, ty synu slunce… Zdráv buď král!… Ó nad vše drahá Myrrho).

### 3. dějství
(Pavilón na břehu Eufratu) Zarina a Arbaces smlouvají útok rebelů. Královna sama pak je zmítána mezi nenávistí ke králi a vzpomínkami na svou dřívější lásku k němu (árie Chvíle se blíží, hrozná ta chvíle… A přece ta duše ubohá). Sardanapalovi vrhá ve tvář výčitky a temná varování, ale ten je nevnímá a zahajuje hostinu (sbor Milujeme! bleskem z nebe láska jesti). Myrrha zpívá píseň o Mílkovi (píseň Mívá pod páskou zraky on žhoucí). Tu je slyšet vřava přibližujících se povstalců; Zarina pronáší přípitek na zkázu Ninive (Příšerné meče tam mstitelův svítí). Sfero přibíhá sdělit, že rebelové protrhli hráze Eufratu, a burcuje Sardanapala do boje. Král se staví do čela vojáků. V pavilonu osamí Zarina a Myrrha. Zarina otrokyni ponižuje a vysmívá se jí, ale Myrrha ji jen žádá, aby zachránila krále, za něhož je ochotna i zemřít (scéna a duet Proč nemluvíš, aj, dále… Jsem v moci tvé!). Zarina se dívku skutečně chystá zabít a jen včasný návrat Sardanapala, který v první půtce zvítězil, ji zachrání. Zlostná královna varuje, že toto vítězství je jen dočasné, ale Sardanapal necítí bázeň a Myrrha jej hodlá věrně následovat.

### 4. dějství
(Síň v královském paláci) Královský palác je obléhán povstalci. Král na chvíli zdříml a milující Myrrha tuší jejich blízký společný konec (árie Dřímej, nešťastný). sardanapal se probouzí zbrocen potem: zdál se mu zlý sen, v němž jej stíny vojáka a ženy strhávají v říši děsivých přízraků (árie Hrozný to sen). Sfero přináší zprávu, že nepřátelé již dobývají palácové dveře. Vladař se zvedá k poslednímu vzdoru. Nabízí Myrrze útěk, ale ta je rozhodnuta zemřít s ním (duet Spojené v žití, spojené v smrti!).
Vstupuje Arbaces. Vítězí, ale je si vědom, že vděčí za svůj život Sardanapalově velkodušnosti,a nabízí mu proto únik tajnými dveřmi. Král však odmítá, je se svou smrtí smířen, a současně prorokuje Arbacesovi, že jeho vláda v Babylonii nebude mít dlouhé trvání a že do roka sám padne za oběť zradě. Sfero se loučí se svým panovníkem; jde ještě do boje a zvuk rohu oznámí jeho smrt. Myrrha a Sardanapal osamí, naposledy si vyznávají lásku a vzpomínají na šťastnější chvíle (duet Mlčíš? Proč slzy truchlivé… Mluv, zda zpomínáš). Zatímco roh oznamuje Sferovu smrt a povstalci vnikají do paláce (sbor Smrt tyranu… Korunou skvoucí), Myrrha a Sardanapal se sloučí s svou vlastí, Řeckem a Asýrií (zpěv Myrrhy Nuž sbohem tedy, ó vlasti drahá a Sardanapala Buď zdráva již, Asyrie) a umírají pod ranami vojínů, zatímco Arbaces je provoláván králem.
(České incipity árií podle překladu E. Züngela.)